# Lorenzana (Pisa)
Lorenzana is een gemeente in de Italiaanse provincie Pisa (regio Toscane) en telt 1159 inwoners (31-12-2004). De oppervlakte bedraagt 19,4 km², de bevolkingsdichtheid is 60 inwoners per km².

## Demografie
Lorenzana telt ongeveer 454 huishoudens. Het aantal inwoners steeg in de periode 1991-2001 met 11,1% volgens cijfers uit de tienjaarlijkse volkstellingen van ISTAT.
| Jaar | Inwoneraantal |
| ---- | ------------- |
| 1991 | 1030          |
| 2001 | 1144          |

## Geografie
De gemeente ligt op ongeveer 127 m boven zeeniveau.
Lorenzana grenst aan de volgende gemeenten: Casciana Terme, Crespina, Fauglia, Lari, Orciano Pisano, Santa Luce.